# Камберленд-Гед (Нью-Йорк)
Камберленд-Гед (англ. Cumberland Head) — переписна місцевість (CDP) в США, в окрузі Клінтон штату Нью-Йорк. Населення — 1735 осіб (2020).

## Географія
Камберленд-Гед розташований за координатами 44°43′1″ пн. ш. 73°23′49″ зх. д. / 44.71694° пн. ш. 73.39694° зх. д. (44.716979, -73.396949).  За даними Бюро перепису населення США в 2010 році переписна місцевість мала площу 9,30 км², уся площа — суходіл.

## Демографія
Згідно з переписом 2010 року, у переписній місцевості мешкало 1627 осіб у 685 домогосподарствах у складі 479 родин. Густота населення становила 175 осіб/км².  Було 844 помешкання (91/км²).
Расовий склад населення:
| - 96,9 % — білих - 0,6 % — азіатів - 0,4 % — корінних американців - 0,4 % — чорних або афроамериканців |

До двох чи більше рас належало 1,5 %. Частка іспаномовних становила 1,7 % від усіх жителів.
За віковим діапазоном населення розподілялося таким чином: 20,8 % — особи молодші 18 років, 63,2 % — особи у віці 18—64 років, 16,0 % — особи у віці 65 років та старші. Медіана віку мешканця становила 45,0 року. На 100 осіб жіночої статі у переписній місцевості припадало 99,9 чоловіків;  на 100 жінок у віці від 18 років та старших — 94,4 чоловіків також старших 18 років.
Середній дохід на одне домашнє господарство  становив 85 400 доларів США (медіана — 63 933), а середній дохід на одну сім'ю — 104 643 долари (медіана — 84 779). Медіана доходів становила 42 206 доларів для чоловіків та 46 250 доларів для жінок. За межею бідності перебувало 4,4 % осіб, у тому числі 0,0 % дітей у віці до 18 років та 0,0 % осіб у віці 65 років та старших.
Цивільне працевлаштоване населення становило 883 особи. Основні галузі зайнятості: освіта, охорона здоров'я та соціальна допомога — 44,1 %, виробництво — 12,6 %, роздрібна торгівля — 10,1 %, мистецтво, розваги та відпочинок — 10,0 %.